# قصف قطاع غزة
قصف قطاع غزة هي حملة قصف جوي مستمرة على قطاع غزة من قبل القوات الجوية الإسرائيلية خلال الحرب الفلسطينية الإسرائيلية 2023. أثناء القصف، دمرت الغارات الجوية الإسرائيلية مخيمات اللاجئين الفلسطينيين والمدارس والمستشفيات والمساجد والكنائس والبنية التحتية المدنية.
وواجهت إسرائيل اتهامات بارتكاب جرائم حرب بسبب العدد الكبير من الضحايا المدنيين والنسبة الكبيرة من البنية التحتية المدنية المدمرة. وفي دفاعها، ذكرت إسرائيل أنها استخدمت نظامًا واسع النطاق للإخطار بالإخلاء، وادعت أن أهدافها استخدمت من قبل حماس. بحلول يناير 2024، قدّر باحثون في جامعة أوريغون وجامعة مدينة نيويورك أن ما يصل إلى 62% من جميع المباني في قطاع غزة قد تضررت أو دمرت.

## خلفية
بدأت حملة القصف الإسرائيلية على قطاع غزة في غضون ساعات من دخول مقاتلي حماس وحلفائهم إلى إسرائيل. وفي صراعات سابقة مثل حرب غزة عام 2014، دمرت إسرائيل عشرات الآلاف من المباني. وتقدر تكاليف إعادة البناء في الصراعات السابقة بمليارات الدولارات.

## الهجمات

### المرافق الطبية
وفي 22 تشرين الأول/أكتوبر، قصفت الطائرات الإسرائيلية المناطق المحيطة بمستشفيي الشفاء والقدس في ليلة وُصفت بأنها "الأكثر دموية" خلال النزاع حتى الآن. وفي 29 تشرين الأول/أكتوبر، قصفت قوات الدفاع الإسرائيلية المنطقة المحيطة بمستشفى القدس. في 30 أكتوبر، قصفت إسرائيل مستشفى الصداقة التركي الفلسطيني. في 3 نوفمبر، ذكرت وزارة الصحة أن 136 مسعفًا قتلوا، ودمرت 25 سيارة إسعاف. وفي اليوم نفسه، قصفت إسرائيل قافلة طبية خارج مستشفى الشفاء. ادعى الجيش الإسرائيلي أن سيارة الإسعاف كانت تستخدم من قبل حماس، مما دفع الأستاذ بجامعة كوينز أردي إمسيس إلى القول بأن إسرائيل بحاجة إلى إثبات ادعائها. وفي 6 نوفمبر/تشرين الثاني، قُتل ما لا يقل عن ثمانية أشخاص في غارات جوية على مجمع ناصر الطبي.

### مخيمات اللاجئين

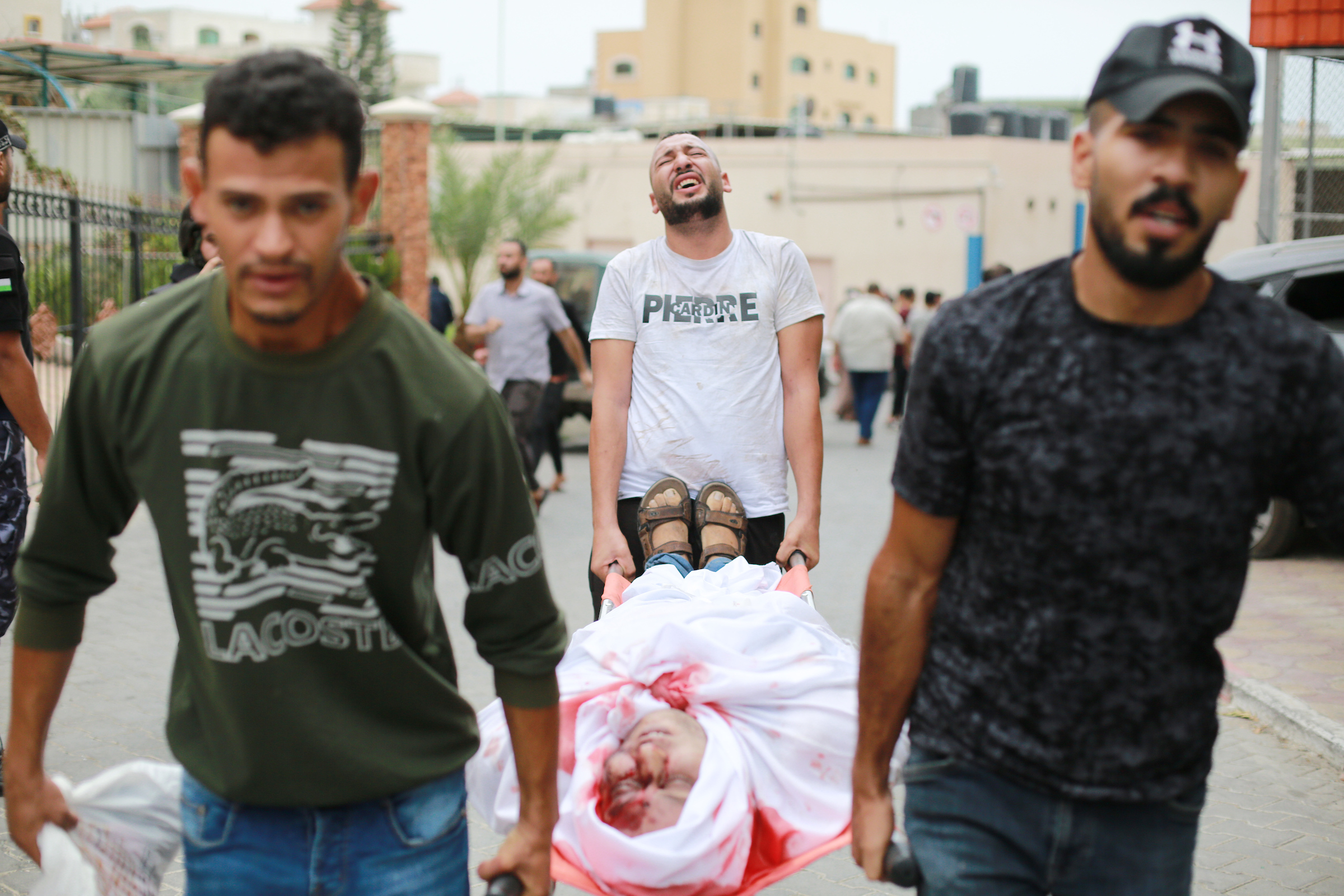
ضحية القصف الجوي الإسرائيلي في جباليا.

وفي 23 أكتوبر، قتلت الغارات الجوية 436 شخصًا في مخيم الشاطئ وجنوب خان يونس في ليلة واحدة. وبحلول 28 أكتوبر/تشرين الأول، قصفت القوات الجوية الإسرائيلية المباني السكنية في مخيم جباليا للاجئين دون أي إنذار مسبق، مما أسفر عن مقتل ما يقدر بنحو 50 شخصاً في الساعة. في 31 أكتوبر، وصفت الغارة الجوية على مخيم جباليا للاجئين بأنها "مذبحة واسعة النطاق". في 13 نوفمبر، أدت غارة جوية إسرائيلية على مخيم جباليا للاجئين إلى مقتل ثلاثين شخصًا، ولم يتمكن فريق الدفاع المدني في غزة من إنقاذ الجرحى من تحت الأنقاض بسبب نقص المعدات. بحلول 6 مارس 2024، أظهرت لقطات جوية أن مخيم الشاطئ للاجئين، الذي كان أحد أكثر المناطق كثافة سكانية في العالم قبل الحرب، كان في حالة خراب كامل.

### المدارس
أدت غارة جوية على مدرسة تابعة للأونروا إلى مقتل ستة أشخاص على الأقل. وفي 18 أكتوبر/تشرين الأول، قصفت مدرسة أحمد عبد العزيز في خان يونس. وفي 3 نوفمبر/تشرين الثاني، قصف الجيش الإسرائيلي مدرسة أسامة بن زيد. في 4 نوفمبر/تشرين الثاني، قصفت إسرائيل مدرسة الفاخورة، مما أسفر عن مقتل ما لا يقل عن خمسة عشر شخصًا. في 5 نوفمبر، قصفت إسرائيل جامعة الأزهر ودمرتها.
في 17 نوفمبر، أفادت التقارير عن مقتل العشرات بعد غارة جوية على مدرسة الفلاح في حي الزيتون، جنوب مدينة غزة. وبحسب ما ورد، أدت غارة على مدرسة الفاخورة إلى مقتل ما لا يقل عن 50 شخصاً. كان الصم والمكفوفين والمعاقين ذهنيًا معرضين بشكل خاص لخطر الموت بسبب الغارات الجوية. في 13 كانون الأول/ديسمبر، دمرت غارة جوية إسرائيلية مدرسة تابعة للأونروا في بيت حانون.
بحلول أواخر مارس/آذار 2024، سجلت الأمم المتحدة 212 "إصابة مباشرة" على المدارس في غزة بسبب القصف الإسرائيلي، مع تدمير ما لا يقل عن 53 مدرسة بالكامل.

### بنية تحتية
وفي 16 أكتوبر/تشرين الأول، دمرت الغارات الجوية الإسرائيلية مستودع إمدادات المساعدات الإنسانية التابع للأونروا. وفي اليوم نفسه، دمرت الغارات الجوية مقر الدفاع المدني الفلسطيني، وهو وكالة مسؤولة عن خدمات الاستجابة للطوارئ، بما في ذلك مكافحة الحرائق والبحث والإنقاذ. وأفاد الصحفيون أن إسرائيل استهدفت الألواح الشمسية والمولدات الشخصية. وفي 15 نوفمبر/تشرين الثاني، تعرضت آخر مطحنة دقيق متبقية في غزة لقصف جوي إسرائيلي.

في 12 نوفمبر/تشرين الثاني، استخدمت إسرائيل قنابل الزلازل على مجمع سكني في خان يونس، مما أسفر عن مقتل ما لا يقل عن ثلاثة عشر شخصًا. قُتل 26 شخصًا في غارة جوية على مبنى سكني في جنوب قطاع غزة في 18 نوفمبر/تشرين الثاني. وبحلول 28 نوفمبر/تشرين الثاني، قدرت الأمم المتحدة أن 60 بالمائة من جميع المساكن في غزة قد دمرت. إبلغ عن سقوط العديد من الضحايا في غارة جوية على مبنى سكني بالقرب من مجمع ناصر الطبي في خان يونس، حيث أبلغ طاقم المستشفى عن اضطرارهم إلى دفن 40 جثة في أرض المستشفى. وفي 4 فبراير/شباط، قُصف برجين سكنيين في رفح، كجزء من سلسلة من الغارات أسفرت عن مقتل 127 شخصًا. قُتل 104 أشخاص في الفترة ما بين 21 و23 فبراير/شباط في غارات جوية على مبانٍ سكنية نُفذت دون سابق إنذار. في مارس 2024، وصف رجل في مدينة غزة الوضع هناك، قائلاً:
"دمار على نطاق واسع، يفوق أي وصف. لقد دمرت منازلنا، ولم يبق شيء من ممتلكاتنا".
وفي مايو/أيار 2024، ذكر الجهاز المركزي للإحصاء الفلسطيني ووزارة الاتصالات وتكنولوجيا المعلومات أن 75% من أبراج الاتصالات في غزة أصبحت غير صالحة للعمل بسبب الهجمات الإسرائيلية.

### أماكن العبادة

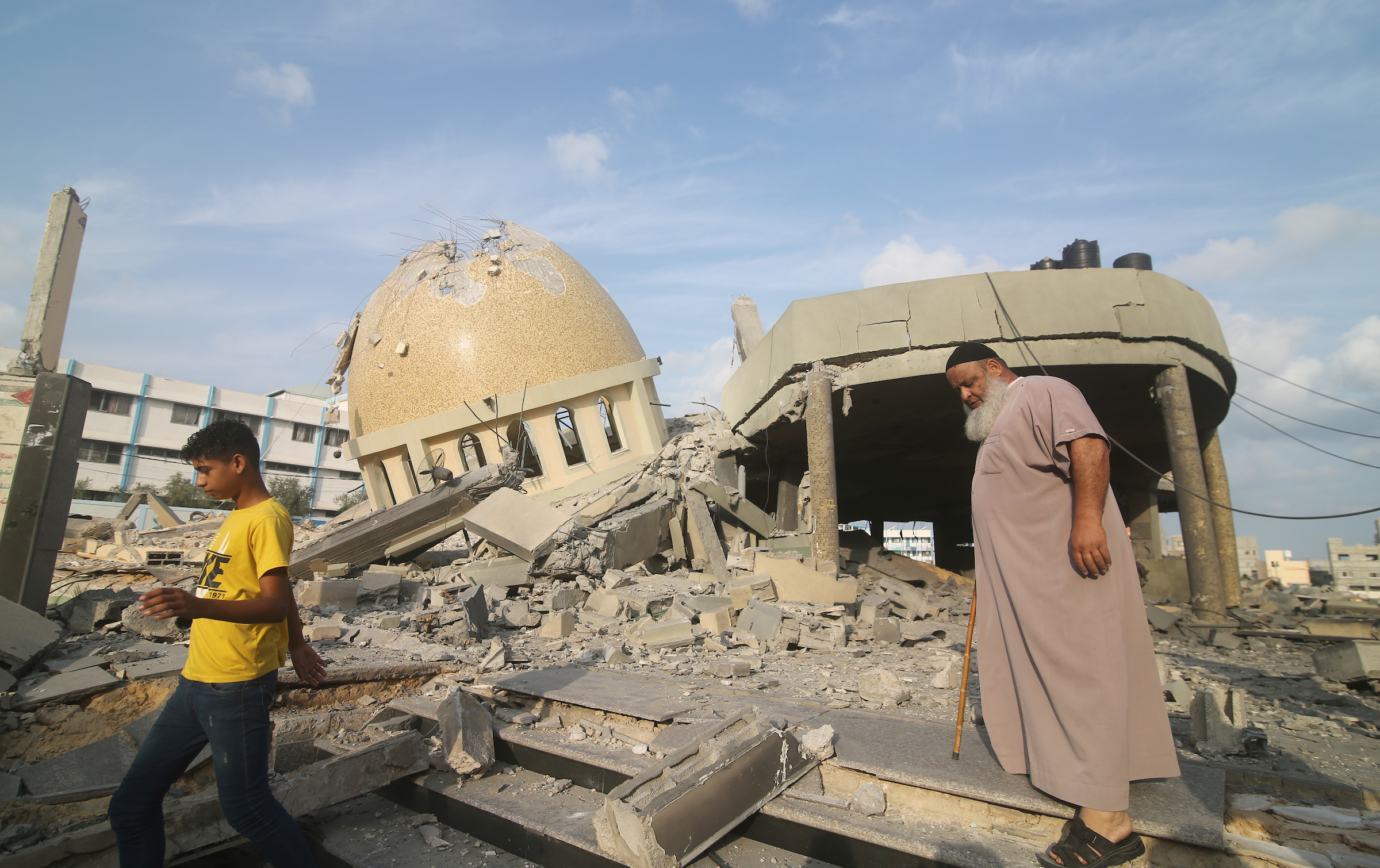
مسجد مدمر جراء القصف الإسرائيلي في خان يونس

في 19 أكتوبر، قصفت غارة جوية إسرائيلية كنيسة القديس برفيريوس، حيث كان 500 شخص يحتمون بها. في 8 نوفمبر، قصفت إسرائيل ودمرت مسجد خالد بن الوليد. بحلول 13 نوفمبر 2023، دمرت القنابل الإسرائيلية ما لا يقل عن 60 مسجد. في ديسمبر 2023، دمر قصف إسرائيلي المسجد الكبير في غزة. في 23 فبراير/شباط 2024، قُتل ما لا يقل عن سبعة أشخاص في غارة جوية إسرائيلية على مسجد في رفح مليء بالنازحين. استشهد خمسة أشخاص في قصف مسجد شمال قطاع غزة دون سابق إنذار. وتعرض مسجد الرياض في خان يونس لأضرار جسيمة جراء القصف الإسرائيلي في 9 مارس/آذار 2024. بحلول 10 مارس 2024، دمر أكثر من 1000 مسجد بسبب الهجمات الإسرائيلية.

### مناطق آمنة
في 17 أكتوبر، شنت إسرائيل غارات جوية مكثفة على جنوب قطاع غزة، في مناطق طلبت من سكانها اللجوء إليها. وقصفت إسرائيل المناطق في جنوب غزة التي أعلنتها "مناطق آمنة"، مما أثار مخاوف السكان من عدم وجود أي مكان آمن. في 20 أكتوبر، واصلت إسرائيل قصف جنوب غزة، وقال المتحدث باسم الجيش الإسرائيلي نير دينار: "لا توجد مناطق آمنة". وفي أعقاب أوامر الإخلاء التي أصدرتها إسرائيل للفلسطينيين بالفرار من شمال غزة، كثف الجيش الإسرائيلي هجماته على جنوب غزة.
التحليلات التي أجرتها سي إن إن، ونيويورك تايمز، وسكاي نيوز وجدت جميعها أن إسرائيل قصفت مناطق كانت قد طلبت من المدنيين في السابق الإخلاء إليها. وخلص تحقيق سكاي نيوز أيضًا إلى أن أوامر الإخلاء الإسرائيلية كانت "فوضوية ومتناقضة"،  ووجدت صحيفة نيويورك تايمز أن إسرائيل أسقطت قنابل تزن 2000 رطل في تلك المناطق، بينما ذكرت شبكة سي إن إن أنها تحققت من ثلاثة مواقع على الأقل قصفتها إسرائيل، بعد إخبار المدنيين أن الذهاب إلى هناك آمن.

في 5 يناير 2024، ذكر الأشخاص الذين إجلوا فارين من الهجمات الإسرائيلية في وسط غزة أن الوضع هناك كان "جحيمًا على الأرض". كتب أحد الناجين من غارة جوية إسرائيلية: "على الرغم من أن تلك الغارة الجوية لم تقتلنا، إلا أنها دمرت شيئًا ما بداخلنا". في 12 يناير/كانون الثاني، ذكر الأمين العام للأمم المتحدة لحقوق الإنسان أن ما لا يقل عن 319 شخصًا من النازحين داخليًا قتلوا وأصيب 1,135 آخرين جراء الغارات الجوية الإسرائيلية أثناء لجوئهم إلى ملاجئ الأمم المتحدة. بعد أن قتلت قنبلة إسرائيلية شخصين كانا يحتميان في خيمة في دير البلح في 23 فبراير/شباط 2024، قال أحد أفراد الأسرة الناجين:
"إنها مجرد خيمة. لقد نزحوا وتم إجلاؤهم من الشمال هنا بحثًا عن ملجأ. لقد كانوا نائمين. لماذا؟" هل تعرضوا للهجوم؟ حتى في الخيام، نحن لسنا آمنين". 
بعد أن أدى قصف الخيام في رفح إلى مقتل أحد عشر شخصًا، صرح المدير العام لمنظمة الصحة العالمية تيدروس أدهانوم غيبريسوس بأن ذلك "أمر شائن ولا يوصف".

## اشخاص مفقودين

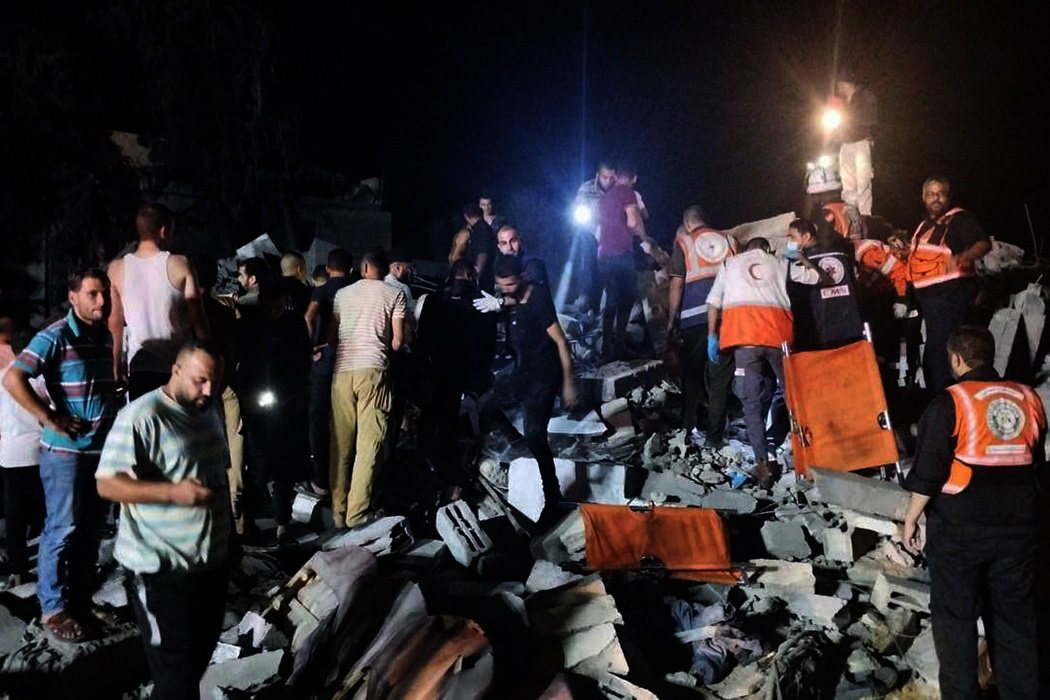
فرق الإنقاذ تبحث عن ناجين تحت الأنقاض، أكتوبر 2023

وفي 15 أكتوبر، إبلغ عن فقدان أكثر من 1000 شخص تحت الأنقاض. في 27 أكتوبر، ذكرت منظمة الصحة العالمية أن أكثر من 1000 شخص مجهول الهوية دُفنوا تحت الأنقاض. في 3 ديسمبر/كانون الأول 2023، أعلن الدفاع المدني الفلسطيني أن الوضع "يفوق الخطورة" حيث لم يتمكن من إنقاذ العديد من الأشخاص المدفونين تحت الأنقاض. إنقذ الأفراد من قبل عمال الإغاثة بعد أن ظلوا على قيد الحياة لعدة أيام مدفونين تحت الأنقاض. وذكر المستجيبون للطوارئ أن جزءًا مما جعل عملية الإنقاذ صعبة للغاية هو أن القنابل الإسرائيلية تميل إلى "تسوية مباني بأكملها بالأرض". في 24 فبراير، صرح الدكتور بول ب. شبيغل أن إجمالي عدد الوفيات كان أقل من العدد الحالي بسبب العدد الكبير من الأشخاص تحت الأنقاض، قائلاً: "لقد توقعنا عدد الوفيات التي قد تكون مفقودة، وربما كان يصل إلى حوالي عشرة إلى حوالي عشرة إلى خمسة عشر بالمائة أكثر."
بتاريخ 26 فبراير/شباط 2024، قصفت الطائرات الحربية الإسرائيلية ودمرت آلية إنقاذ للطوارئ في بيت لاهيا.
بالنسبة الى نيويورك تايمز، "يشكل المدفونون رقمًا ظليًا للقتلى في غزة، وهو علامة نجمية رصاصية في العدد الرسمي لوزارة الصحة الذي يزيد عن 31000 قتيل". في مايو/أيار 2024، وصف طبيب أمريكي تدهور عمليات الإنقاذ في غزة، قائلاً: "نسمع أصوات القنابل، وقبل ذلك كان تفكيري هو "أي المرضى سنلتقي غدًا؟" والآن نسمع أصوات القنابل ولا يأتي أحد".

## الاستهداف بمساعدة الذكاء الاصطناعي

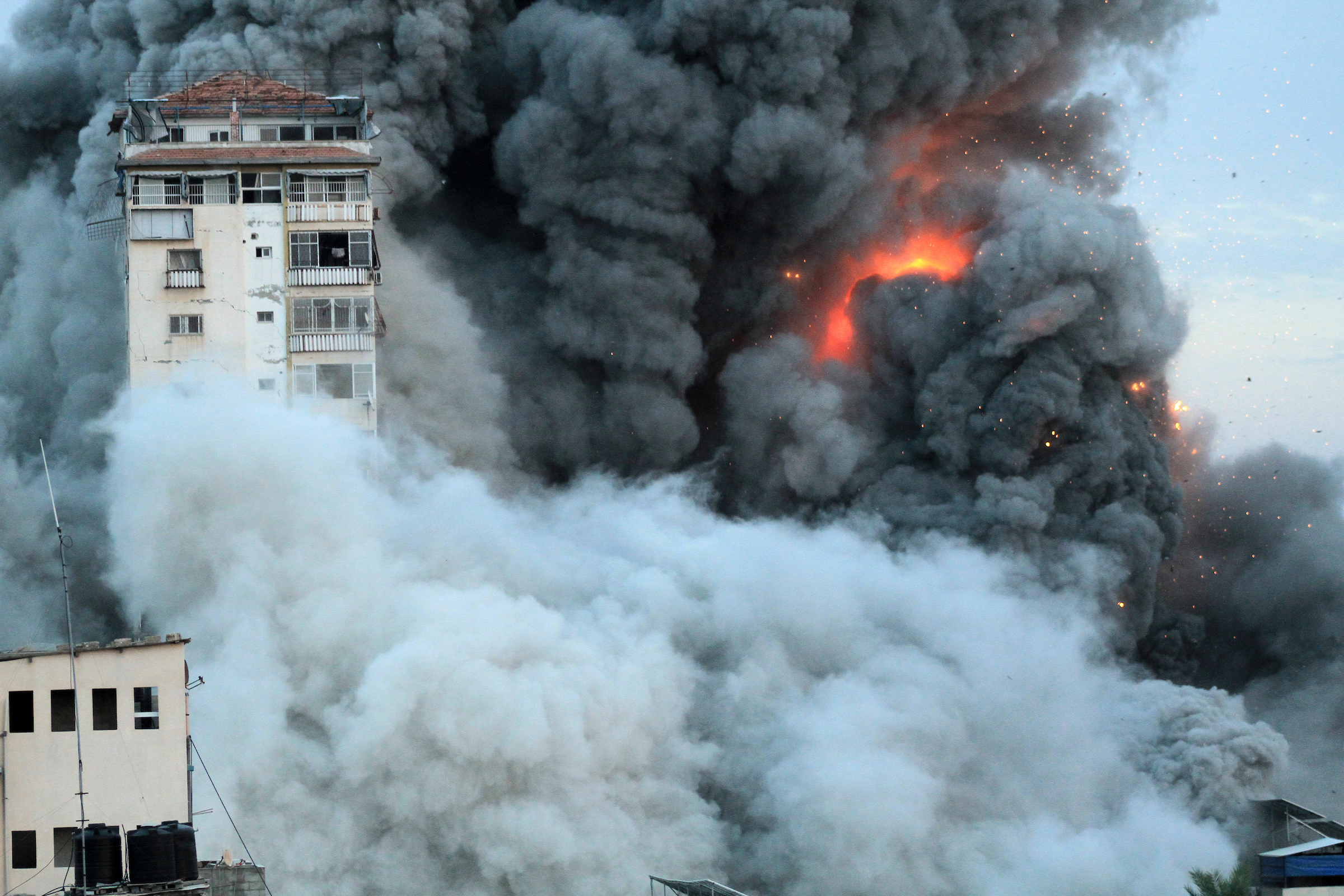
القصف الإسرائيلي لبرج فلسطين بمدينة غزة يوم 7 أكتوبر 2023

خلال حملة القصف، استخدمت إسرائيل الذكاء الاصطناعي لتحديد الأهداف التي ستقصفها القوات الجوية. النظام المعروف باسم حبسورة، "الإنجيل"، سيقدم تلقائيًا توصية استهداف إلى محلل بشري،  الذي سيقرر ما إذا كان سيتم تمريرها إلى الجنود في الميدان. يمكن أن تكون التوصيات أي شيء بدءًا من المقاتلين الأفراد، وقاذفات الصواريخ، ومراكز قيادة حماس،  إلى المنازل الخاصة لأعضاء حماس أو الجهاد الإسلامي المشتبه بهم. سيؤدي هذا إلى أتمتة معظم عملية اختيار الهدف.
نقلت الإذاعة الوطنية العامة عن أنتوني كينج، أستاذ دراسات الدفاع والأمن في جامعة إكستر، قوله إن هذه قد تكون المرة الأولى التي يتم فيها نشر الأهداف التي أنشأها الذكاء الاصطناعي على نطاق واسع لمحاولة التأثير على عملية عسكرية.

## الجدول الزمني

### أكتوبر 2023
- 15 أكتوبر: في الأسبوع الأول من الحرب، أسقطت إسرائيل أكثر من 6000 قنبلة على غزة.[88]
- 16 أكتوبر / تشرين الأول: أدت الغارات الجوية إلى مقتل 2750 شخصًا، من بينهم أكثر من 700 طفل، وإصابة ما يقرب من 10000 شخص.[89]
- 18 أكتوبر: ارتفاع عدد القتلى في غزة إلى 3,478.[90]
- 19 أكتوبر: أعرب مسؤولون أمريكيون عن قلقهم إزاء التعليقات الإسرائيلية حول "حتمية" سقوط ضحايا من المدنيين والتذكير بشأن "وفيات المدنيين بسبب القنابل الذرية الأمريكية" في هيروشيما وناغازاكي.[91]
- 21 أكتوبر: كثفت إسرائيل غاراتها الجوية قبل الغزو البري المتوقع.[92][93]
- 26 أكتوبر / تشرين الأول: صرح رئيس الوزراء الإسرائيلي بنيامين نتنياهو بأن إسرائيل "قضت بالفعل على آلاف الإرهابيين، وهذه هي البداية فقط".[94]

### نوفمبر 2023
- 17 نوفمبر: استشهد المؤرخ راغو كارناد بتقارير تفيد بأن إسرائيل أسقطت 25000 طن من المتفجرات على غزة منذ بداية الصراع، مشيرًا إلى أن هذا يعادل قنبلتين نوويتين.[95]
- 20 نوفمبر/تشرين الثاني: أظهرت صور الأقمار الصناعية أن نصف شمال قطاع غزة قد دمر بسبب الغارات الجوية الإسرائيلية.[96]
- 24 نوفمبر/تشرين الثاني: كثفت إسرائيل ضرباتها في مختلف أنحاء قطاع غزة قبل وقف إطلاق النار المؤقت في تشرين الثاني (نوفمبر).[97]
- 26 نوفمبر: أسقطت إسرائيل ما يقدر بنحو 40,000 طن من المتفجرات على غزة منذ بداية الحرب.[98]

### ديسمبر 2023
- 1 ديسمبر: في الساعات التي تلت انتهاء الهدنة المؤقتة بين إسرائيل وحماس، قُتل 109 أشخاص في غارات جوية إسرائيلية.[99]
- 2 ديسمبر/كانون الأول: أعلن الجيش الإسرائيلي أنه ضرب ما لا يقل عن 400 موقع في غزة منذ انتهاء الهدنة، بما في ذلك 50 موقعًا في خان يونس بجنوب غزة.[100]
- 3 ديسمبر: إبلغ عن مقتل 700 شخص خلال الأربع والعشرين ساعة الماضية.[101]
- 8 ديسمبر: قُتل 350 شخصًا في الأربع والعشرين ساعة الماضية.[102]
- 9 ديسمبر/كانون الأول: أعلن الدفاع المدني الفلسطيني أنه لم يتبق لديه سوى مركبة إنقاذ واحدة في شمال قطاع غزة بأكمله.[103]

### يناير 2024
- 6 يناير: أكثر من 85% من الفلسطينيين في غزة، أو حوالي 1.9 مليون شخص، نزحوا داخليًا.[104]
- 14 يناير: أدى الهجوم الإسرائيلي إلى إتلاف أو تدمير 70-80% من جميع المباني في شمال غزة.[105][106]
- 30 يناير/كانون الثاني: دمر أو تضرر ما لا يقل عن نصف المباني في قطاع غزة بأكمله.[107]

### فبراير 2024
- 1 فبراير: قدرت صحيفة نيويورك تايمز أن ما لا يقل عن نصف مباني غزة قد تضررت أو دمرت.[108]
- 2 فبراير: وجد يونوسات، مركز الأقمار الصناعية التابع للأمم المتحدة، أن 69,147 مبنى، أو ما يقرب من 30 بالمائة من إجمالي المباني في غزة، قد تضررت أو دمرت بسبب الغارات الجوية الإسرائيلية والقصف وعمليات الهدم.[109]
- 6 فبراير: اشتدت حملات القصف الإسرائيلي في وسط غزة، مع تزايد مخاوف النازحين في رفح من هجوم إسرائيلي وشيك على المدينة.[110][111]

### مارس 2024
- 2 مارس / آذار: تحول حي الزيتون، وهو أحد الأحياء الأكثر اكتظاظًا بالسكان في غزة قبل الحرب، إلى حالة من الخراب، حيث وصفه أحد السكان بأنه "دمار على نطاق واسع يفوق أي وصف".[112]
- 4 مارس: قصفت طائرة من طراز جنرال دايناميكس إف-16 ودمرت مقبرة في مخيم جباليا للاجئين.[113]
- 15 مارس: قدر مكتب الأمم المتحدة لتنسيق الشؤون الإنسانية أن هناك 23 مليون طن من الأنقاض في قطاع غزة نتيجة لحملة القصف الإسرائيلية، والتي ستستغرق عدة سنوات لإزالتها.[114]
- 21 مارس: أفاد يونوسات أن 88,868 مبنى، أو 35% من المباني في غزة، قد دمرت أو تضررت.[115]
- 31 مارس / آذار: أفادت صحيفة وول ستريت جورنال عن مذكرة للحكومة الأمريكية تشير إلى عدم وجود رقابة مستقلة لضمان عدم استخدام الاستخبارات الأمريكية في الغارات الجوية لقتل المدنيين أو إتلاف البنية التحتية.[116]

### مايو 2024
3 مايو: قدرت دائرة الأمم المتحدة للأعمال المتعلقة بالألغام أن هناك 37 مليون طن من الحطام تحتوي على حوالي 800000 طن من الأسبستوس والملوثات الأخرى، و7500 طن من الذخائر غير المنفجرة، والتي قد تستغرق ما يصل إلى 14 عامًا لإزالتها.

## إعادة البناء
وقدرت صحيفة فايننشال تايمز أن إعادة بناء غزة ستتكلف المليارات. وقدر محمد مصطفى، كبير الاقتصاديين في صندوق الاستثمار الفلسطيني، أن تكلفة إعادة بناء منازل غزة وحدها ستكلف حوالي 15 مليار دولار. وقدر البنك الدولي والأمم المتحدة في أبريل 2024 أن الحرب تسببت في أضرار بقيمة 18.5 مليار دولار للبنية التحتية في غزة حتى الآن. في مايو/أيار 2024، ذكر "برنامج الأمم المتحدة الإنمائي" أن إعادة بناء المنازل المدمرة في غزة ستستغرق حتى عام 2040 على الأقل.

## تفاعلات
وصفت صحيفة فاينانشيال تايمز شمال غزة بأنه "أرض قاحلة تعرضت للقصف"، ويخشى الفلسطينيون أن يصبح شمال غزة غير صالح للسكن. ووصف القصف الإسرائيلي بأنه "لا يشبه أي قصف آخر في القرن الحادي والعشرين".
في 6 يناير 2024، صرح وكيل الأمين العام للأمم المتحدة للشؤون الإنسانية مارتن غريفيث أن غزة "أصبحت ببساطة غير صالحة للسكن". صرح جيمس إلدر، المتحدث باسم اليونيسف، قائلاً: "لم يسبق لي أن رأيت مثل هذا الدمار. مجرد فوضى وخراب، مع تناثر الركام والحطام في كل اتجاه".
وقال جوزيب بوريل، كبير الدبلوماسيين في الاتحاد الأوروبي، إن هدف إسرائيل يبدو أنه جعل غزة "مستحيلة بشكل مؤقت أو دائم للعيش فيها". ماري روبنسون، الرئيس السابق لجمهورية أيرلندا وزعيم الحكماء، دعا الولايات المتحدة إلى التوقف عن تزويد إسرائيل بالقنابل، قائلاً: "نتنياهو يقف على الجانب الخطأ من التاريخ، تمامًا".

## تحليل
صرح المؤرخ روبرت بيب أن "غزة ستُدرج أيضًا كاسم مكان يشير إلى واحدة من أعنف حملات القصف التقليدية في التاريخ". وصف الباحثون تدمير غزة بأنه قتل منزل، مما دفع مقرر الأمم المتحدة الخاص المعني بالحق في السكن إلى القول بأن القانون الدولي يجب تعديله لاعتبار قتل المنازل جريمة حرب. ووصفت الغارات الجوية الإسرائيلية بأنها قصف شامل و"هجوم عشوائي". ووجد تقرير للمخابرات الامريكية أن نصف القنابل التي ألقيت على غزة كانت قنابل غير موجهة. ذكر الخبراء أن حملة القصف ضد غزة كانت الأكثر دموية وتدميرًا في التاريخ الحديث، حيث صرح كوري شير من مركز الدراسات العليا بجامعة مدينة نيويورك بأن "غزة الآن بلون مختلف عن الفضاء". وصفت صحيفة وول ستريت جورنال القصف الإسرائيلي بأنه "حرب المدن الأكثر تدميراً في التاريخ الحديث".
وفقًا لتحليل أجرته منظمة هيومانتي آند إنكلوشن، إسقط ما يقرب من 45000 قنبلة على قطاع غزة في الأشهر الثلاثة الأولى من الصراع، ولكن مع معدل فشل يتراوح بين 9% إلى 14%، كانت عدة آلاف من القنابل غير المنفجرة موجودة بين الأنقاض. وقد قدرت دائرة الأمم المتحدة للأعمال المتعلقة بالألغام أن عدد الأنقاض في غزة (بطول 25 ميلاً) أكبر من حجم الأنقاض في أوكرانيا بأكملها (بطول 600 ميل)، ومن المحتمل أن تكون الأنقاض في غزة "ملوثة بشدة" بالذخائر غير المنفجرة.

## جرائم حرب
وأكدت مجموعة من المقررين الخاصين للأمم المتحدة أن الغارات الجوية الإسرائيلية عشوائية، مشيرين إلى أن الغارات الجوية "محظورة تمامًا بموجب القانون الدولي وتصل إلى حد جريمة حرب".
وقال المتحدث باسم الجيش الإسرائيلي الأدميرال دانيال هاغاري: "بينما نوازن بين الدقة وحجم الضرر، فإننا نركز الآن على ما يسبب أكبر قدر من الضرر". توصل تحقيق أجرته مجلة 972+ إلى أن الجيش الإسرائيلي قام بتوسيع نطاق التفويض لقصف أهداف غير عسكرية. أكد البحث الذي أجراه الدكتور ياجيل ليفي في جامعة إسرائيل المفتوحة تقرير +972، الذي ذكر أن إسرائيل "تستهدف عمدا الكتل السكنية لإحداث خسائر كبيرة في صفوف المدنيين".
خلال غارتين جويتين في 10 و22 أكتوبر/تشرين الأول، استخدم الجيش الإسرائيلي ذخائر الهجوم المباشر المشترك (JDAM) في هجمات وصفتها منظمة العفو الدولية بأنها "إما هجمات مباشرة على المدنيين" أو "هجمات عشوائية". صرح مارك جارلاسكو، محقق جرائم الحرب، بأن قنبلة JDAM "تحول الأرض إلى سائل". في 12 يناير 2024، صرح المتحدث باسم مفوضية الأمم المتحدة السامية لحقوق الإنسان أن الهجمات الإسرائيلية فشلت في مراعاة التمييز والتناسب والاحتياطات، مما يترك إسرائيل عرضة للمسؤولية عن جرائم الحرب.
في فبراير 2024، قصف الجيش الإسرائيلي ودمر مكتب تنمية غزة التابع للحكومة البلجيكية. وردا على ذلك، استدعت بلجيكا السفير الإسرائيلي وأدانت "تدمير البنية التحتية المدنية" باعتباره انتهاكا للقانون الدولي.  صرح سكوت لوكاس، الأستاذ في جامعة برمنغهام، أن حملة القصف الإسرائيلية كانت انتهاكًا لقانون التناسب.

## ما بعد الكارثة
وخلف القصف كمية كبيرة من الحطام، بما في ذلك الذخائر غير المنفجرة. وقال مسؤول في دائرة الأمم المتحدة للأعمال المتعلقة بالألغام (UNMAS)، إن إزالة الأنقاض، بما في ذلك أنقاض المباني المدمرة، قد تستغرق ما يصل إلى 14 عامًا. خلفت الحرب ما يقدر بنحو 37 مليون طن من الحطام في منطقة ذات كثافة سكانية عالية وحضرية.